# Vladislav Panev
Pour les articles homonymes, voir Panev.
Vladislav Panev est un économiste et homme politique bulgare.

## Biographie
Vladislav Panev est né le 6 avril 1976 à Dimitrovgrad, Bulgarie. Il est l'un des coprésidents du Mouvement vert. Il est membre de l'Assemblée nationale.